# Лысенков, Александр (регбист)
Александр Лысенков (родился в 1973 году) — российский регбист, игрок в регбилиг.

## Биография
В детстве занимался футболом в спортивной школе московского «Динамо». Регби занялся под руководством Шамиля Акбулатова. В юности был хулиганом, участвовал в многочисленных драках и порой угонял автомобили, продавая их. Дебютировал в команде мастеров «Локомотива» в 1988 году в возрасте 15 лет как регбист матчем против киевского «Авиатора», позже занялся регбилиг. Был включён в заявку сборной России по регбилиг на чемпионат мира 2000 года. Провёл одну игру на турнире. Неоднократный чемпион России, карьеру завершил в 2009 году после серии травм.